# Pál Nyáry
Dans le nom hongrois Nyáry Pál, le nom de famille précède le prénom, mais cet article utilise l’ordre habituel en français Pál Nyáry, où le prénom précède le nom.
Pál Nyáry de Nyáregyháza (nyáregyházi Nyáry Pál en hongrois), né le 27 février 1805 à Nyáregyháza et décédé le 21 avril 1871 à Pest, est un homme politique hongrois. Politicien réformiste, il joue un rôle important durant la révolution hongroise de 1848 comme vice-président du Comité de la Défense Nationale. Après son emprisonnement, il devient chef du parti au pouvoir dans les années 1860.

## Origines
Pál Nyáry né en 1805 dans le manoir familiale de Nyáregyháza, dans le comitat de Pest-Pilis-Solt-Kiskun, dans une famille réformée de la moyenne noblesse hongroise de Erzsébet Beretvás et de Pál Nyáry, fonctionnaire du comté, dont le père et grand-père étaient juges de Nagykőrös et la famille éloignée de la branche des barons Nyáry. Paul Nyáry fait son école primaire à Nagykőrös, son secondaire à Debrecen et son droit à Pest.

## Carrière politique
Il commence sa carrière comme fonctionnaire du comté de Pest-Pilis-Solt-Kiskun. Il est notaire en chef (főjegyző) du comté à partir de 1838 puis alispán en second (másodalispán) en 1845. Il participe à la fondation du Théâtre national à Pest dont il est un temps l'administrateur. En 1847, il joue un rôle important dans la nomination de Lajos Kossuth comme député à la Diète du comté de Pest-Pilis-Solt. Il est nommé en 1848 premier-alispán du comté puis élu député du district de Ráckeve du comté de Pest-Pilis-Solt. Début juillet, il est parmi les  chefs-de-file de l'opposition radicale et l'un des critiques les plus actifs du gouvernement Batthyány. 
Il s'oppose notamment à l'aide militaire demandée à la Hongrie par le gouvernement de Vienne pour le théâtre italien. 

### Durant la révolution de 1848
À la suite de la démission du gouvernement Batthyány, il devient membre du Comité de la Défense Nationale puis en est nommé vice-président début octobre 1848. Après la déclaration d'indépendance et la création du gouvernement Szemere, la situation devient pour lui inconfortable et, selon nos connaissances, part de Debrecen et retourne à Pest pour réorganiser le comté libéré. Il prend également part aux séances de l'assemblée à la fin de la guerre d'indépendance.
Le tribunal d'arbitrage impérial le condamne à la peine de mort le 7 octobre 1851, commuée en six années d'emprisonnement. 

### Après la guerre d'indépendance
Après sa libération, il gère son domaine de Nyáregyháza puis il est nommé en 1860 alispán de Pest-Pilis-Solt. Il devient l'une des figures décisives du parti au pouvoir dirigé par László Teleki lors de l'assemblée de 1861.

## Vie personnelle, hommages
Non marié et sans enfant, il partage sa vie avec Rozália Schodelné Klein, célèbre chanteuse d'opéra. Il est enterré dans son village natal où se trouve un buste en bronze le représentant. L'école primaire du village porte son nom, ainsi qu'une rue du 5e arrondissement de Budapest.

## Galerie

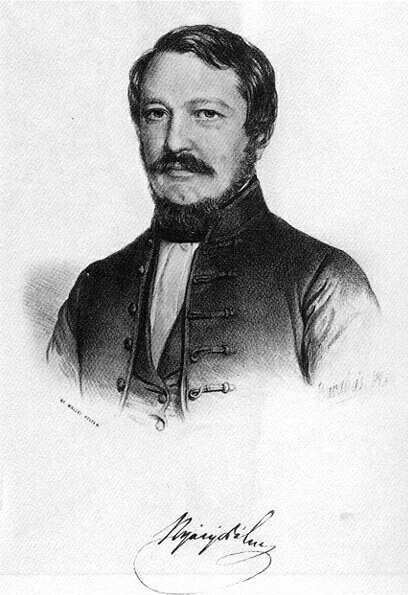
Lithographie de Miklós Barabás (1848)
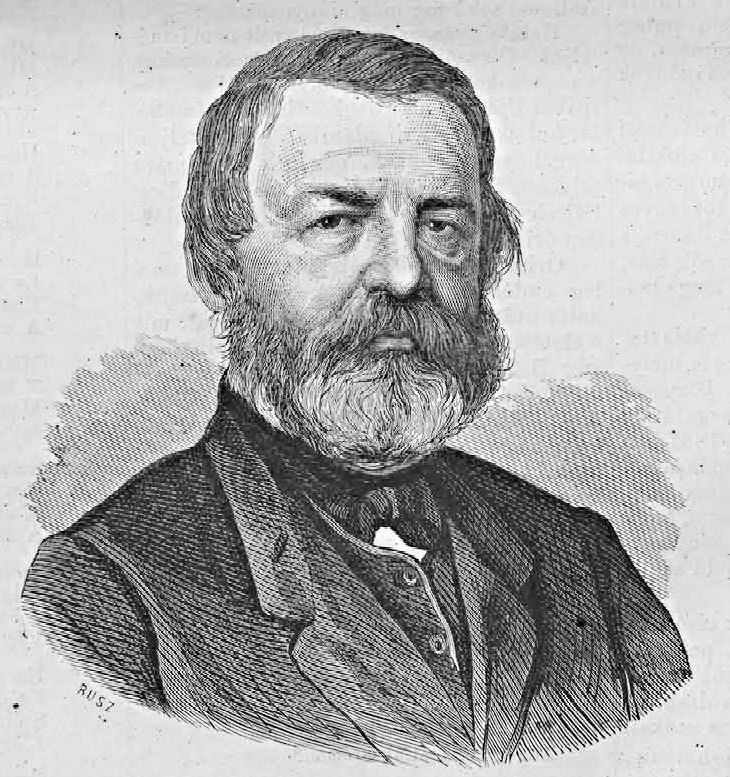
Gravure de 1871